# American Pie Presents: The Naked Mile
American Pie Presents: The Naked Mile (bra: American Pie - O Último Stifler Virgem; prt: American Pie 5: Corrida de Nudistas) é um filme americano de 2006, do gênero comédia, dirigido por Joe Nussbaum, com roteiro de Erik Lindsay. 
É o quinto filme da série American Pie.

## Sinopse
Desejando ajudar um jovem a perder a virgindade, seus amigos o incentivam a participar de uma corrida onde Erik Stifler (John White) e todos os participantes da festa terão que percorrer nus o campus da faculdade.

## Elenco
- John White — Erik Stifler
- Steve Talley — Dwight Stifler
- Ross Thomas — Ryan Grimm
- Jake Siegel — Mike "Cooze" Coozeman
- Jessy Schram — Tracy Sterling
- Jordan Prentice — Rock
- Mika Winkler — Vicky
- Eugene Levy — Noah Levenstein
- Christopher McDonald — Harry Stifler
- Candace Kroslak — Brandy
- Angel Lewis — Alexis
- Jaclyn A. Smith — Jill
- Maria Ricossa — Maria Stifler
- Joe Bostick — Sr. Williams
- Jordan Madley — Brooke
- Melanie Merkosky — Natalie
- Jon Cor — Trent
- Stuart Clow — Pai de Tracy
- Jessica Booker — Avó